# Bucculatrix pannonica
Bucculatrix pannonica is een vlinder uit de familie ooglapmotten (Bucculatricidae). De wetenschappelijke naam is voor het eerst geldig gepubliceerd in 1982 door Deschka.
De soort komt voor in Europa.